# Missing Crown Prince
Missing Crown Prince (en hangul, 세자가 사라졌다; McCune-Reischauer, Sejaga sarajyŏtta; literalmente, «El Príncipe Heredero ha desaparecido») es una serie de televisión surcoreana dirigida por Kim Jin-man y protagonizada por  Suho, Hong Ye-ji, Myung Se-bin, Kim Joo-hun y Kim Min-kyu. Se emite desde el 13 de abril hasta el 16 de junio de 2024 por el canal MBN, en horario de sábados y domingos a las 21:40 (hora local coreana).

## Sinopsis
Un príncipe heredero es secuestrado por la mujer destinada a ser su esposa. Mientras huyen para salvar sus vidas, el romance florece entre ellos.

## Reparto

### Principal
- Suho como Yi Geon, el hijo mayor del rey Hae-jong que fue designado príncipe heredero cuando su padre ascendió al trono a través de una rebelión.[2]
- Hong Ye-ji como Choi Myung-yoon, la hija de la familia real Sang-rok Choi, una persona que tiene habilidades sobresalientes en equitación y medicina.[3][4]
- Myung Se-bin como la reina viuda Min Soo-ryun.[5][6]
- Kim Joo-hun como Choi Sang-rok, el padre de Choi Myung-yoon, que es médico de palacio.[7][8]
- Kim Min-kyu como el Gran Príncipe Doseong, el medio hermano de Yi Geon, que tiene una apariencia excelente, una personalidad vivaz e incluso habilidades en artes marciales.[9][10]
- Yoo Se-rye como la reina Yoon, la segunda esposa del rey Haejong, que es una persona afectuosa y empática.[11]

### Secundario
- Jeon Jin-oh como el rey Haejong, el actual rey de Joseon, que también es el padre de Yi Geon y el Gran Príncipe Doseong.[12]
- Cha Kwang-soo como Yoon Yi-gyeom, el padre de la reina Yoon, que es el Segundo Consejero de Estado.[13]
- Kim Seol-jin como Gap-seok, asistente real en la residencia del príncipe heredero y compañero de Yi Geon.[13]
- Park Sung-yeon como la dama de la corte Kim, dama de honor de la reina viuda Min.[14]
- Son Jong-bum como Yoon Jeong-dae, jefe de la oficina de la capital.[14]
- Seo Jae-woo como Mu-baek, secretario y guardaespaldas de Choi Sang-rok.[14]
- Kim No-jin como Oh-wol, la criada de Choi Myung-yoon.[14]
- Hayden Won como Cheol-du, confidente del gran príncipe Doseong.
- Jung Yoon-seo como la dama de la corte Cho, dama de honor de la reina Yoon.
- Kim Sung-hyun como Han Sang-su, eunuco de Yi Geon.
- Kim Tae-geun como Kim Dae-seung, funcionario de la Oficina de Censores.
- Park Gi-ho como jefe de naesi y eunuco del rey Haejong.
- Choi Jong-yoon como Jung-yeong, un guardia real.
- Nam Kyung-eup como Daegam (inspector general) Mun-hyeong, el abuelo materno de Yi Geon.
- Shin Jun-cheol como Lee Guk-joo.
- Choi Mi-jeong como la dama Oh.

## Producción
Missing Crown Prince es una serie derivada de Bossam: Steal the Fate, emitida también por MBN en 2021. Tanto los guionistas, Park Cheol y Kim Ji-su, como el director, Kim Jin-man, son los mismos en las dos series. Fue planeada como una comedia romántica de veinte episodios ambientada en la época de la dinastía Joseon. El costo final de la producción ascendió a 20 000 millones de wones. Para lograr que fuera rentable, se estimaba que aproximadamente la mitad de esta cifra debería amortizarse a través de ventas de derechos en el extranjero.
Las compañías coproductoras son Chorokbaem Media y Superbook. Ambas firmaron el 27 de octubre de 2023 un acuerdo con la ciudad de Mungyeong en el que las partes se comprometían en el apoyo a la producción de la serie y la promoción turística de la ciudad. También estaba previsto que ciudadanos de la misma fueran contratados como extras.
Para Suho es la primera ocasión en que actúa en una serie de época. También para el más veterano Kim Joo-hun es la primera serie histórica de larga duración. Para preparar su personaje, y por indicación del director, Kim Min-kyu perdió 13 kilos de peso, aunque se consideró una bajada escesiva y recuperó cinco. El director musical de la serie es Kim Soo-han.
El rodaje estaba en marcha en noviembre de 2023, y la serie estaba programada para su emisión en marzo del año siguiente. El 26 de enero se publicaron imágenes de la lectura del guion. El 1 de febrero de 2024 la productora publicó el primer avance de la serie, de la duración de un minuto. El 13 del mismo mes difundió el segundo. A finales de febrero se anunció que el estreno de la serie se retrasaría, y pasaba del 9 de marzo previsto inicialmente al 13 de abril. La producción se presentó el 12 de abril en el hotel Stanford de Sangam-dong, Mapo-gu, Seúl, con la presencia de todos los protagonistas.

## Banda sonora original
| Parte | Fecha de publicación                                                                 | Título                                                                               | Letra                                                                                | Música                                                                                   | Artista                                                                              | Dur.                                                                                 | Ref.                                                                                 |
| ----- | ------------------------------------------------------------------------------------ | ------------------------------------------------------------------------------------ | ------------------------------------------------------------------------------------ | ---------------------------------------------------------------------------------------- | ------------------------------------------------------------------------------------ | ------------------------------------------------------------------------------------ | ------------------------------------------------------------------------------------ |
| 1     | 4 de mayo de 2024                                                                    | 아스라이, 더 가까이                                                                  | Kim Chang-rak (Aiming), Kim Soo-bin (Aiming), Grace H                                | Kim Chang-rak (Aiming), Kim Soo-bin (Aiming), Jo Se-hee (Aiming)                         | Suho                                                                                 | 3:57                                                                                 | [ 25 ]                                                                               |
| 2     | 11 de mayo de 2024                                                                   | 내 곁에 있어요 («Quédate a mi lado»)                                                 | Kim Soo-bin (Aiming)                                                                 | Kim Chang-rak (Aiming), Kim Soo-bin (Aiming), Jo Se-hee (Aiming), Kwon Soo-hyun (Aiming) | Taeil (NCT)                                                                          | 3:53                                                                                 | [ 26 ]                                                                               |
| 3     | 18 de mayo de 2024                                                                   | 한숨 «Suspiro»                                                                       | Ha Jeong-hyeon                                                                       | 249, Ha Jeong-hyeon                                                                      | Yves (Loona)                                                                         | 4:22                                                                                 | [ 27 ]                                                                               |
| 4     | 25 de mayo de 2024                                                                   | 바람 같아서 «Como el viento»                                                         | Kim Soo-bin (Aiming)                                                                 | Kim Chang-rak (Aiming), Kim Soo-bin (Aiming), Jo Se-hee (Aiming)                         | Haeun (4Men)                                                                         |                                                                                      | [ 28 ]                                                                               |
| Notas | Las canciones de la banda sonora tienen una versión instrumental de igual duración . | Las canciones de la banda sonora tienen una versión instrumental de igual duración . | Las canciones de la banda sonora tienen una versión instrumental de igual duración . | Las canciones de la banda sonora tienen una versión instrumental de igual duración .     | Las canciones de la banda sonora tienen una versión instrumental de igual duración . | Las canciones de la banda sonora tienen una versión instrumental de igual duración . | Las canciones de la banda sonora tienen una versión instrumental de igual duración . |

## Audiencia
| Temporada | Temporada | Episodio número | Episodio número | Episodio número | Episodio número | Episodio número | Episodio número | Episodio número | Episodio número | Episodio número | Episodio número | Episodio número | Episodio número | Episodio número | Episodio número | Episodio número | Episodio número | Episodio número | Episodio número | Episodio número | Episodio número | Promedio |
| Temporada | Temporada | 1               | 2               | 3               | 4               | 5               | 6               | 7               | 8               | 9               | 10              | 11              | 12              | 13              | 14              | 15              | 16              | 17              | 18              | 19              | 20              | Promedio |
| --------- | --------- | --------------- | --------------- | --------------- | --------------- | --------------- | --------------- | --------------- | --------------- | --------------- | --------------- | --------------- | --------------- | --------------- | --------------- | --------------- | --------------- | --------------- | --------------- | --------------- | --------------- | -------- |
|           | 1         | 332             | —               | 550             | 556             | 572             | 482             | 503             | 817             | 693             | 732             | 792             | 798             | 659             | 759             | 751             | 837             | 1020            | 1036            | 900             | 987             | —        |

| Episodio | Fecha de emisión    | Índices de audiencia (Nielsen Korea) | Índices de audiencia (Nielsen Korea) |
| Episodio | Fecha de emisión    | Nacional                             | Seúl                                 |
| --- | ------------------- | ------------------------------------ | ------------------------------------ |
| 1 | 13 de abril de 2024 | 0,910 % (30.ª)                       | ND                                   |
| 2 | 14 de abril de 2024 | 1,148 % (21.ª)                       | ND                                   |
| 3 | 20 de abril de 2024 | 2,623 % (2.ª)                        | 2,444 % (2.ª)                        |
| 4 | 21 de abril de 2024 | 2,511 % (4.ª)                        | 2,174 % (5.ª)                        |
| 5 | 27 de abril de 2024 | 2,792 % (2.ª)                        | 2,159 % (3.ª)                        |
| 6 | 28 de abril de 2024 | 2,376 % (4.ª)                        | 1,847 % (4.ª)                        |
| 7 | 4 de mayo de 2024   | 2,345 % (3.ª)                        | 1,753 % (5.ª)                        |
| 8 | 5 de mayo de 2024   | 3,636 % (1.ª)                        | 3,519 % (1.ª)                        |
| 9 | 11 de mayo de 2024  | 3,237 % (1.ª)                        | 2,924 % (2.ª)                        |
| 10 | 12 de mayo de 2024  | 3,086 % (3.ª)                        | 2,470 % (3.ª)                        |
| 11 | 18 de mayo de 2024  | 3,783 % (2.ª)                        | 3,317 % (2.ª)                        |
| 12 | 19 de mayo de 2024  | 3,826 % (2.ª)                        | 3,899 % (2.ª)                        |
| 13 | 25 de mayo de 2024  | 2,944 % (2.ª)                        | 2,791 % (2.ª)                        |
| 14 | 26 de mayo de 2024  | 3,734 % (2.ª)                        | 3,457 % (2.ª)                        |
| 15 | 1 de junio de 2024  | 3,542 % (2.ª)                        | 3,197 % (2.ª)                        |
| 16 | 2 de junio de 2024  | 3,976 % (1.ª)                        | 3,809 % (2.ª)                        |
| 17 | 8 de junio de 2024  | 4,350 % (1.ª)                        | 4,023 % (2.ª)                        |
| 18 | 9 de junio de 2024  | 4,517 % (2.ª)                        | 4,504 % (2.ª)                        |
| 19 | 15 de junio de 2024 | 4,244 % (1.ª)                        | 3,847 % (2.ª)                        |
| 20 | 16 de junio de 2024 | 5,059 % (1.ª)                        | 4,833 % (1.ª)                        |
| Promedio | Promedio            | 3,259 %                              | —                                    |
| - En la tabla superior, los números azules representan las calificaciones más bajas y los números rojos representan las más altas. - ‘ND’ señala que no se publicaron los datos correspondientes al episodio. - Esta serie se transmite en un canal de cable/televisión de pago, que normalmente tiene una audiencia menor respecto a las emisoras de televisión públicas/gratuitas (KBS, SBS, MBC y EBS). |                     |                                      |                                      |